# Ренан (Во)
Рена́н (фр. Renens, [ʁə.nɑ̃]) — город в Швейцарии, расположенный в кантоне Во. Образует одноимённую коммуну. Население — 19,6 тыс. человек (2010 год). Находится на высоте 415 м над уровнем моря вблизи Женевского озера.
Граничит с городом Лозанной на востоке, с которой связан железной дорогой, троллейбусами, автобусами и линией лозаннского метро М1.

## История
Первое упоминание о Ренане относится к 896 году. С 1798 года входил в кантон Женева, в 1803 году вошёл в состав кантона Во. В 1940 году Рена подвергся бомбардировке англичан.
С 2006 года входит в Западно-Лозаннский округ, ранее относился к округу Лозанна.

## Достопримечательности
Среди достопримечательностей: замок XVIII века, несколько особняков XVIII—XIX веков. Имеются протестантская и католическая церкви.